# Preljub (televizijska serija)
Preljub (eng. The Affair) je američka dramska televizijska serija čiji su autori Sarah Treem i Hagai Levi. Serija je s originalnim emitiranjem započela 12. listopada 2014. godine na televizijskoj mreži Showtime, a pilot epizoda postala je dostupna na internetu već 6. listopada iste godine preko kanala YouTube, web stranice SHO.com te nekoliko drugih portala preko kojih je moguće gledati on-demand sadržaje.
Druga sezona serije Preljub započela je s emitiranjem 4. listopada 2015. godine. Dana 9. prosinca iste godine serija je obnovljena za treću sezonu koja je s emitiranjem krenula 20. studenog 2016. godine. Dana 9. siječnja 2017. godine televizijska mreža Showtime obnovila je seriju za četvrtu sezonu koja će s prikazivanjem krenuti tijekom 2018. godine.
Glavne uloge u seriji ostvarili su Dominic West i Ruth Wilson. Serija Preljub pobrala je hvalospjeve kritičara za prvu sezonu, a osvojila je dvije nagrade Zlatni globus 2015. godine - za najbolju televizijsku seriju (drama) i najbolju glavnu glumicu u dramskoj seriji (Wilson). Godinu dana kasnije, Maura Tierney osvojila je Zlatni globus u kategoriji najbolje sporedne glumice.

## Radnja
Radnja serije Preljub istražuje emotivne posljedice vanbračne veze između Noaha Sollowaya (Dominic West) i Alison Bailey (Ruth Wilson) nakon što se njih dvoje upoznaju u turističkom priobalnom gradiću Montauk na Long Islandu. Noah je školski učitelj iz New Yorka i autor svoje prve objavljene knjige koji neuspješno pokušava pronaći inspiraciju za novi roman. Sretno je oženjen s četvero djece, ali samome sebi zamjera što financijski i dalje ovisi o svom bogatom svekru. Alison je mlada konobarica koja pokušava nastaviti sa životom i vlastitim brakom nakon smrti djeteta. Priča o njihovoj ljubavnoj aferi kroz svaku epizodu ispričana je odvojeno, a prati različite poglede na iste situacije iz perspektive Noaha i Alison.

## Glumačka postava

### Glavne uloge
- Dominic West kao Noah Solloway
- Ruth Wilson kao Alison Bailey
- Maura Tierney kao Helen Solloway
- Joshua Jackson kao Cole Lockhart
- Julia Goldani Telles kao Whitney Solloway
- Jake Siciliano kao Martin Solloway
- Jadon Sand kao Trevor Solloway
- Leya Catlett kao Stacey Solloway

### Sporedne uloge
- Victor Williams kao detektiv Jeffries
- John Doman kao Bruce Butler, Helenin otac
- Kathleen Chalfant kao Margaret, Helenina majka
- Mare Winningham kao Cherry, Coleova majka
- Colin Donnell kao Scotty Lockhart, Coleov brat
- Danny Fischer kao Hal, Coleov brat
- Michael Godere kao Caleb, Coleov brat
- Kaija Matiss kao Mary-Kate, Halova supruga
- Lynn Cohen kao Alisonina baka
- Deirdre O'Connell kao Athena, Alisonina majka
- Josh Stamberg kao Max, Noahov najbolji prijatelj
- Nicolette Robinson kao Jane, konobarica u kafiću The Lobster Roll
- Darren Goldstein kao Oscar, vlasnik kafića The Lobster Roll
- Stephen Kunken kao Harry, izdavač

## Produkcija
Dana 8. veljače 2013. godine službeno je objavljeno da je televizijska mreža Showtime naručila pilot epizodu serije Preljub. Mreža je službeno odobrila seriju za emitiranje 16. siječnja 2014. godine uz narudžbu 10 epizoda za prvu sezonu.

## Popis epizoda
| Broj epizode | Naslov | Redatelj       | Scenarist(i)                                              | Originalni datum emitiranja |
| --- | ------ | -------------- | --------------------------------------------------------- | --------------------------- |
| 1 | "1"    | Mark Mylod     | Priča: Sarah Treem Scenarij: Sarah Treem i Hagai Levi     | 12. listopada 2014.         |
| Noah Solloway skupa sa svojom suprugom Helen i njihovo četvero djece (Whitney, Martin, Trevor i Stacey) dolazi u Montauk na Long Islandu gdje će provesti ljetne praznike u kući njegovog svekra. Tamo Noah upoznaje Alison Lockhart koja pokušava ponovno stati na noge nakon smrti svoga sina. |        |                |                                                           |                             |
| 2 | "2"    | Jeffrey Reiner | Sarah Treem                                               | 19. listopada 2014.         |
| 3 | "3"    | Jeffrey Reiner | Eric Overmyer                                             | 26. listopada 2014.         |
| 4 | "4"    | Jeffrey Reiner | Melanie Marnich                                           | 2. studenog 2014.           |
| 5 | "5"    | Carl Franklin  | Kate Robin                                                | 9. studenog 2014.           |
| 6 | "6"    | Carl Franklin  | Dan LeFranc                                               | 16. studenog 2014.          |
| 7 | "7"    | Ryan Fleck     | Kate Robin                                                | 23. studenog 2014.          |
| 8 | "8"    | Ryan Fleck     | Dan LeFranc i Melanie Marnich                             | 7. prosinca 2014.           |
| 9 | "9"    | Jeffrey Reiner | Priča: Melanie Marnich i Kate Robin Scenarij: Dan LeFranc | 14. prosinca 2014.          |
| 10 | "10"   | Jeffrey Reiner | Sarah Treem                                               | 21. prosinca 2014.          |

## Priznanja

### Kritike
Serija Preljub pobrala je hvalospjeve kritičara. Na popularnoj internetskoj stranici Rotten Tomatoes koja se bavi prikupljanjem kritika, serija ima 94% pozitivnih ocjena temeljenih na 50 zaprimljenih tekstova uz prosječnu ocjenu 8.5/10. Generalni konsenzus kritičara ističe sljedeće: "Zahvaljujući inteligentnom, kreativnom scenariju i spektakularnim glumačkim izvedbama, serija Preljub je mračno i opčinjujuće istraživanje istine i požude." Na drugoj internetskoj stranici koja se također bavi prikupljanjem kritika - Metacritic - serija ima prosječnu ocjenu 85/100 temeljenu na 28 zaprimljenih tekstova.

### Nagrade i nominacije
| Godina | Nagrada                | Kategorija                                                       | Nominirani   | Rezultat   |
| ------ | ---------------------- | ---------------------------------------------------------------- | ------------ | ---------- |
| 2015.  | Zlatni globus          | Zlatni globus za najboljeg glumca u televizijskoj seriji - drama | Dominic West | Nominacija |
| 2015.  | Zlatni globus          | Zlatni globus za najbolju glumicu u televizijskoj seriji - drama | Ruth Wilson  | Pobjeda    |
| 2015.  | Zlatni globus          | Zlatni globus za najbolju TV seriju - drama                      | The Affair   | Pobjeda    |
| 2015.  | Nagrada Satellite      | Najbolja glumica u televizijskoj seriji - drama                  | Ruth Wilson  | Nominacija |
| 2015.  | Nagrada Satellite      | Najbolja televizijska serija - drama                             | The Affair   | Nominacija |
| 2015.  | Ceh scenarista Amerike | Najbolja nova TV-serija                                          | The Affair   | Nominacija |

## Vanjske poveznice
- Preljub u internetskoj bazi filmova IMDb-a